# Amanida d'ou

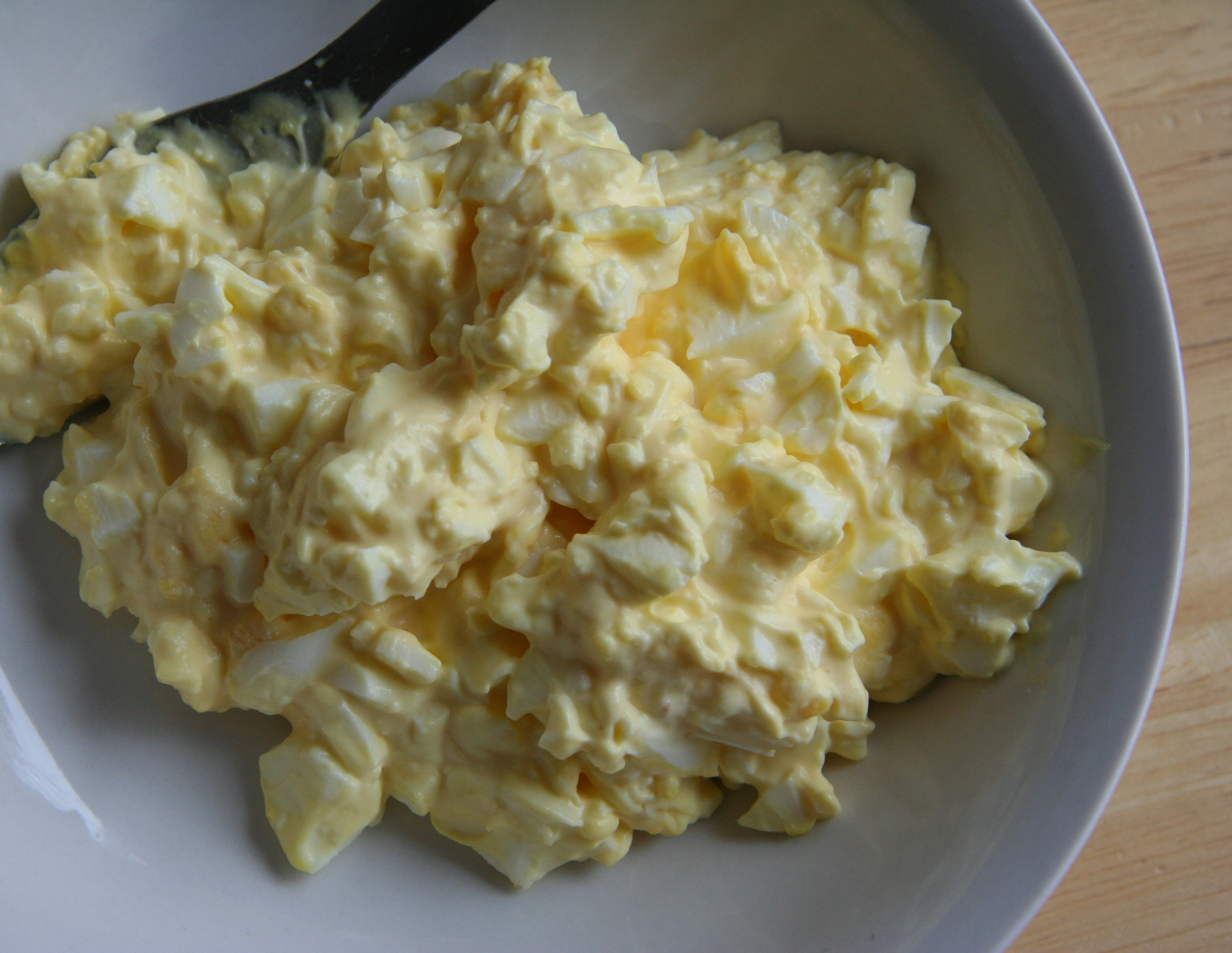
Vista de prop d'una amanida d'ous

L'amanida d'ou és part de la tradició anglo-americana d'elaborar amanides que siguin una barreja d'aliments que tinguin un alt grau de proteïnes amb alt contingut de carbohidrats, tot això amanit amb diverses espècies, herbes aromàtiques, i d'altres aliments, i olis o salses basades en olis.

## Característiques
Les amanides d'ou se serveixen com una pasta per untar en sandvitx, s'elaboren a força d'ou dur picat, maionesa, mostassa, api tallat, sal, i pebre negre. Les amanides d'ou poden ser desenvolupades creativament a partir d'altres ingredients com poden ser els tomàquets, enciam, adobats, etc. Altres variants inclouen llenties, mongetes i formatge.

## Variants
En aquest conjunt es troben les amanides de tonyina, pollastre, patata, pasta, cranc, llagosta, etc.